# Phanerotoma fracta
Phanerotoma fracta är en stekelart som beskrevs av Kokujev 1903. Phanerotoma fracta ingår i släktet Phanerotoma och familjen bracksteklar. Inga underarter finns listade i Catalogue of Life.